# Kelsterbach
Kelsterbach (en allemand : /ˈkɛl.stɐˌbax/ ) est une ville d'Allemagne, située dans le Land de Hesse.

## Géographie
Elle est située au sud de la rivière Main et à l'ouest de la forêt de Francfort-sur-le-Main, le Frankfurter Stadtwald.
Les communes environnantes de Kelsterbach sont à l'ouest Okriftel, un quartier de Hattersheim am Main, au nord le quartier Sindlingen, Höchst et Schwanheim de la ville de Francfort-sur-le-Main, à l'est et au sud le terrain de l'aéroport de Francfort ainsi qu'au sud-ouest la ville de Raunheim.

## Histoire

### Accident aérien de 1953
Le 14 octobre 1953, un Convair 240 de la compagnie aérienne belge Sabena immatriculé OO-AWQ opérant un vol entre Salzbourg et Bruxelles via une escale à Francfort, s'écrasa non loin du village, juste après son décollage de l’aéroport de Francfort-sur-le-Main vers la Belgique. Il y eut 44 morts.

## Économie
Kelstersbach profite d'une part, et souffre d'autre part, de la proximité de l'aéroport de Francfort. La zone industrielle de Kelsterbach-Sud confine directement à l'aéroport. Surtout, des firmes de logistiques s'y sont installées, telles que :
- Lufthansa Systems ;
- Nippon Express Allemagne ;
- Schenker AG.

## Jumelages
- Baugé-en-Anjou (France)
- Frodsham (Royaume-Uni)[2]